# Rivnei atomerőmű
A rivnei atomerőmű (ukránul: Рівненська атомна електростанція [Rivenszka atomna elektrosztancija]) Ukrajna Rivnei területének Varasi járásában, Varas város mellett, a Sztir folyó partján működő atomerőmű, melyet az állami Enerhoatom vállalat üzemeltet. Négy reaktorblokkjának összes beépített teljesítménye 2880 MW. Jelenleg az 1-es blokk tervszerű felújítása zajlik, így az  üzemen kívül van.
Tervezése 1971-ben kezdődött el nyugat-ukrajnai atomerőmű néven. Építését 1973-ban kezdték el. Az első két blokk VVER–440 típusú reaktorokat kapott, ezeket 1980–1981 folyamán helyezték üzembe. Ukrajna első olyan atomerőműve volt, melynél a VVER–440-es típusú reaktort alkalmazták. A harmadik blokkot, melyben VVER–1000-es reaktort építettek, 1986-ban helyezték üzemne. 1989-ben a Nemzetközi Atomenergia-ügynökség átfogó vizsgálatot végzett az erőműben.
A negyedik reaktorblokk építése 1984-ben kezdődött. Az Ukrán Legfelsőbb Tanács atomerőművek létesítésére vonatkozó moratóriuma miatt a munkálatokat 1991-ben leállították. Azt csak a moratórium 1993-as hatályon kívül helyezése után kezdték újra. A régi terveket átdolgozták, a blokkba a VVER–1000-es reaktor legújabb változatát építették. A projekt előkészítésében a EDF-Tractebel-Fortuma nemzetközi konzorcium is részt vett. A negyedik blokkot 2004. október 10-én helyzeték üzembe.
A rivnei atomerőmű a negyedik blokk üzembe helyezése után évente átlagosan 11–12 milliárd kWh elektromos energiát állít elő, ezzel Ukrajna atomerőművi áramtermelésének 16%-t adja.

## Erőművi blokkok
| Erőművi blokk | Reaktortípus  | Teljesítmény | Teljesítmény | Építés kezdete | Hálózatra kapcsolás ideje | Üzembehelyezés ideje | Bezárás ideje |
| Erőművi blokk | Reaktortípus  | Nettó        | Beépített    | Építés kezdete | Hálózatra kapcsolás ideje | Üzembehelyezés ideje | Bezárás ideje |
| ------------- | ------------- | ------------ | ------------ | -------------- | ------------------------- | -------------------- | ------------- |
| Rivne–1       | VVER–440/213  | 381 MW       | 420 MW       | 1973.08.01.    | 1980.12.31.               | 1981.09.21.          |               |
| Rivne–2       | VVER–440/213  | 376 MW       | 415 MW       | 1973.10.01.    | 1981.12.30.               | 1982.07.30.          |               |
| Rivne–3       | VVER–1000/320 | 950 MW       | 1000 MW      | 1980.02.01.    | 1986.12.21.               | 1987.05.16.          |               |
| Rivne–4       | VVER–1000/320 | 950 MW       | 1000 MW      | 1985.08.01.    | 2004.10.10.               | 2006.04.06.          |               |